# 파란고리문어속
파란고리문어(Blue Ringed Octopus) 또는 푸른점문어는 남태평양의 따뜻한 물에 사는 문어인데, 주로 게, 소라게, 새우와 같은 작은 갑각류와 작은 물고기를 잡아먹고 산다. Hapalochlaena 속에 속하는 문어의 네 종이다. 노란빛이 도는 피부와 위협을 느낄 때 극적으로 색이 변하는 파란색과 검은색의 고리 무늬를 가지고 있다. 이 동물은 길이가 12-20cm 정도로 몸집이 작고 비교적 온순한 성격이지만 만지거나 자극을 주면 위험해질 수 있다. 이 동물은 테트로도톡신이란 독이 있으며, 이 독성물질은 다른 바다생물인 복어에서도 발견할 수 있다. 사람이 만약 이 독성물질에 전염된다면 두통, 복통, 호흡곤란, 입술과 혀가 마비되는 마비 증세를 일으키게 되고 심한 경우 목숨을 잃을 수도 있다. 이들은 일본에서 호주에 이르는 태평양과 인도양의 조수 웅덩이와 산호초 지역에서 발견된다. 푸른점문어는 문어 종류에서는 작은 종에 속한다. 한편, 이 동물은 항상 먹이를 잡을 때 먹물을 뿜어 잡는다. 수명은 일반적으로 2~3년 정도이며 영양 상태, 수온, 주변 환경의 빛의 세기 등에 따라 달라질 수 있다.  원피스에서 등장하는 신 어인 해적단의 효조가 이 동물에서 모티브를 따온 인어다. 1983년 제임스 본드 영화 ‘옥토퍼시’에서 이 문어는 여성 강도와 밀수업자 비밀 조직의 주요 상징으로 등장하며 문신으로 나타난다. 파란고리문어의 미토콘드리아 유전체는 총 15,479염기로 구성되어 있으며 13개의 단백질 코딩 유전자, 2개의 리보솜 RNA 유전자, 23개의 전이 RNA 유전자를 포함한다. 이러한 유전체 구조는 전형적인 문어류와 일치한다.

## 분류
이 속은 1929년 영국 동물학자 가이 코번 롭슨에 의해 기술되었다. 확인된 4종의 하팔로클레나가 있으며, 6종의 가능성이 있지만 아직 설명되지 않은 종이 연구되고 있다.
- 푸른고리문어 ( Hapalochlaena lunulata )
- 남방푸른고리문어 또는 작은 파란고리문어 ( Hapalochlaena maculosa )
- 파란 줄 문어 ( Hapalochlaena fasciata )

- Hapalochlaena nierstraszi는 1938년 벵골 만에서 발견된 단일 표본으로부터 1938년에 기록 및 기술되었으며 , 두 번째 표본은 2013년에 포착 및 기술되었다.

## 생활
파란고리문어는 대부분의 시간을 틈새에 숨어 지내면서 피부 색소 세포인 크로마토포어를 활용해 효과적인 위장 패턴을 보여준다 . 모든 문어와 마찬가지로 모양을 쉽게 바꿀 수 있어 자신보다 훨씬 작은 틈새에 들어갈 수 있다. 이는 은신처 입구 밖에 돌을 쌓는 행동과 함께 포식자로부터 자신을 보호하는 데 도움이 된다. 만약 위협을 느끼게 되면 매우 빠르게 몸 색깔을 밝은 노란색으로 바꾸며 몸에 있는 약 50~60개의 고리에서 밝고 반짝이는 청색의 빛이 0.3초 이내에 번쩍이듯 나타난다. 이는 포식자에게 경고하는 경고색 역할을 한다. 특히 큰파란고리문어의 고리에는 이리도포어라고 불리는 다층 광반사 세포가 있어 청록색 빛을 다양한 방향으로 반사할 수 있도록 배열되어 있다. 각 고리의 아래와 주변에는 어두운 색소세포가 있어 1초 이내에 확장되며 고리의 대비를 강화시킨다. 문어류는 일반적으로 색소세포를 통해 이리디센스(무지갯빛 광택)를 덮거나 조절하지만 이 문어는 고리 위에는 색소세포가 없어 일반적인 두족류와는 다르다. 이 푸른 고리의 빠른 번쩍임은 신경계에 의해 조절되는 근육 움직임으로 이루어진다. 평소에는 이리도포어 위를 덮는 근육이 수축해 고리가 숨겨져 있다가 이 근육이 이완되고 고리 바깥의 근육이 수축하면 푸른 광택이 드러난다. 또한 다른 문어류처럼 파란고리문어도 깔때기 모양의 관에서 물을 분사하여 추진력을 얻는 제트 추진 방식으로 헤엄을 친다. 이들은 화학 감각과 촉각을 이용한 사회적 인지 능력을 통해 행동을 조절하기도 한다. 이러한 특성은 짝짓기, 방어 행동, 자원 경쟁, 사냥 전략 등 다양한 진화된 행동 양식의 주요 동력이 된다.

## 먹이
파란고리문어는 종종 물고기와 갑각류를 먹는다. 먹이에게 달려들어 팔로 잡아 입 쪽으로 잡아당긴다. 뿔 달린 부리로 질긴 게나 새우의 외골격을 뚫고 독을 내뿜는다. 독은 움직임에 필요한 근육을 마비시켜 효과적으로 먹이를 죽인다.

## 분포
일반적으로 일본의 오가사와라 제도, 류큐 열도 이남의 태평양에서 호주까지 서쪽 태평양 열대 지역, 아열대 지역에 분포하고 얕은 바다의 암초, 산호초, 모래 바닥에 서식한다. 그러나 해수 온도의 상승으로 분포 북방 한계가 북쪽으로 계속 가서 1999년에는 오사카에서의 포획이 기록되어 있다.
2009년에 들어서는 규슈 북부의 후쿠오카 현, 사가현, 나가사키 현, 오이타 현에서 많은 목격되고 있다는 점에서 일본은 경계를 요하고 있다. 또한 동해와 하마나호의 포획이나 목격도 보고되고 있다.
대한민국에서는 2012년 제주 북부 연안에서 발견되었고, 2014년 5월 30일 애월읍 인근의 5m 수심 암초에서 발견되었으며, 2015년 6월 10일 제주 북서부 협재해수욕장 인근 갯바위에서 발견되었다. 2017년 6월 7일에는 내륙인 거제시 일운면 구조라해수욕장 방파제 인근에서도 발견되었다.

## 특징
몸길이는 10cm 정도의 작은 문어이다. 다른 문어처럼 몸 색깔을 빠르게 변화시킬 수 있으며, 주변의 바위와 해초로 위장하지만, 자극을 받으면 파란색 원과 선 무늬가 있는 밝은 노란색으로 변한다. 이 때문에 '파란고리문어'라는 이름이 붙었다. 다른 문어처럼 육식성으로 게와 새우를 먹이로 하지만, 잡을 수 있다면 어류도 먹는다. 또한 야생에서 관찰된 것은 아니지만, 실험실에서는 동족끼리도 서로 잡아먹는다. 인간이 만지거나 접근하는 경우는 물어뜯을 수도 있다. 파란고리문어의 짝짓기 의식은 수컷이 암컷에게 접근해 수정된 팔인 헥토코틸루스로 암컷을 쓰다듬으면서 시작된다. 수컷과 암컷이 만나면 수컷은 암컷의 외투막을 잡고 정자낭을 전달하는 교접 팔을 외투막 위강에 여러 번 삽입한다. 수컷은 암컷을 붙잡고 교미를 시도하는데 이 과정에서 암컷의 시야가 완전히 가려지기도 한다. 교미는 암컷에 충분히 정자낭이 들어갈 때까지 계속된다. 일부 종에서는 암컷이 지나치게 열정적인 수컷을 강제로 떼어내야 하는 경우도 있다. 가을이 끝날무렵 암컷은 일생에 한 번만 50개 정도의 알을 낳는다. 알을 낳자마자 암컷은 촉수로 붙잡는다. 이 상태가 6개월 계속되며, 이 기간동안 암컷은 식량을 먹지 않고 알이 부화되면 암컷은 체력을 탕진하여 수명을 끝내지만, 유생은 다음 해에 성장하여 짝짓기를 할 수 있게 된다. 수컷은 상대의 성별이나 크기와 상관없이 같은 종의 개체와 교미를 시도하는 경향이 있다. 그러나 수컷끼리의 상호작용은 대개 짧고 삽입이나 저항없이 헥토코틸루스를 철수시키는 것으로 끝난다. 남부파란고리문어(Hapalochlaena maculosa)의 경우 교미 빈도에 가장 큰 영향을 미치는 요인은 체중(체질량)으로 나타났다. 암컷은 더 큰 수컷을 선호하는 경향이 뚜렷하게 관찰되었지만 수컷은 암컷에 대해 특별한 선호를 보이지 않았다. 이 종에서는 수컷이 교미를 시작하기 위해 암컷보다 더 많은 노력을 들이는 것으로 보인다. 또한 수컷은 교미할 암컷을 선택할 때 냄새(화학적 신호)를 사용하는 경향이 낮다. 수컷 간의 탑승 행동이 자주 관찰되며 이는 이 종에서 성별을 구별하지 않고 교미를 시도한다. 수컷 파란고리문어는 암컷의 최근 교미 이력을 바탕으로 교미 시간을 조절하는 경향이 있다. 암컷이 다른 수컷과 아직 교미하지 않은 경우 교미가 중단될 가능성은 낮으며 이러한 경우 교미 시간도 더 길게 유지된다.
아래처럼 방어, 공격, 먹이 포획에 독을 이용하도록 진화되어 있다. 파란고리문어의 빨판은 작고 가냘프며, 수미에 저장하는 먹물 주머니도 퇴화되어 있다. 수영은 서투르며, 대부분 해저를 천천히 기어 다닌다. 강력한 사냥감을 제압하거나, 먹물을 토해내서 적으로부터 도망칠 필요가 없기 때문이라고 생각되고 있다. 위험이 닥치거나, 흥분하면, 선명한 파란색 고리 문양의 경고색을 발함으로써 독이 있는 생물임을 알리고 외적을 위협한다.

## 독성
파란고리문어는 작은 크기에도 불구하고 성인 인간 26명을 몇 분 안에 죽일 수 있는 독을 가지고 있다. 물어도 종종 통증이 없으며 많은 희생자들이 호흡 억제 와 마비가 시작될 때까지 자신이 중독 되었다는 사실을 깨닫지 못한다.  파란고리문어 독의 해독제는 없다.

### 독
테트로도톡신, 히스타민, 트립타민, 옥토파민, 타우린, 아세틸콜린, 도파민을 함유한 독을 생산한다. 독은 메스꺼움, 호흡 정지, 심부전, 중증 및 때로는 완전한 마비, 실명을 유발할 수 있으며 치료하지 않으면 몇 분 안에 사망에 이를 수 있다. 일반적으로 가로막의 마비로 인한 질식으로 인해 사망한다.
독은 문어의 후부 침샘에서 생성된다. 타액선은 세뇨관 외분비 구조를 가지며 장의 혈액 공간에 위치한다.
파란 고리 문어의 주요 신경독 성분은 원래 마큘로톡신으로 알려졌으나 나중에 테트로도톡신과 동일한 화합물로 밝혀졌다. 테트로도톡신은 나트륨 채널을 차단하여 노출 후 몇 분 안에 운동 마비와 호흡 정지를 유발한다. 테트로도톡신은 복어, 껍질이 거친 뉴트, 일부 독화살개구리 등에서도 발견되는 신경독으로 파란고리문어는 이 독을 독으로 사용하는 첫 사례로 보고되었다. 문어 자체의 나트륨 채널은 테트로도톡신에 저항하도록 적응되어 있다.  테트로도톡신은 문어의 침샘에서 박테리아에 의해 생성된다.
독에 당하려면 직접적인 접촉이 있어야 한다. 위험에 직면했을 때, 문어의 첫 번째 본능은 도망가는 것이다. 위협이 지속되면 문어는 방어 자세를 취하고 파란색 고리를 표시한다. 문어가 구석에 있을 때 만지면 공격자를 물고 독을 퍼뜨릴 수 있다. 파란고리문어는 방어가 필요할 때 근육과 피부에서 독을 생성한다. 한 종(Hapalochlaena cf. fasciata)은 물리적 접촉이 없어도 시각과 후각을 통해 포식자의 존재를 인식하면 독을 분비할 수 있다.
푸른 고리 문어에 의한 기록된 사망자 수의 추정치는 7명에서 16명까지 다양하다. 대부분의 학자들은 적어도 11명은 사망했다고 주장한다.
테트로도톡신은 신체의 거의 모든 기관에서 발견할 수 있으나 문어의 기능에는 영향을 미치지 않는다. 이는 특수한 혈액 운반 메커니즘 덕분일 수 있다. 어미는 알에 신경독을 주입하여 알이 부화하기 전에 스스로 독을 생성하도록 한다. 니드햄 주머니(NEedham's sac), 아가미 심장(branchial heart), 배설 기관(nephridia), 아가미(gills) 등 민감한 부위에서도 이 독이 검출된다.

#### 효과
테트로도톡신은 심각하고 종종 전신 마비를 일으킨다. 테트로도톡식은 중독자가 주변 환경을 인식할 수는 있지만 움직일 수 없게 만들 수 있다. 마비 때문에 도움을 요청하거나 고통을 표현할 수도 없다. 피해자는 의식이 또렷한 상태로 남아 있게 되며 이는 큐라레나 판쿠로늄 브로마이드와 같은 신경근 차단제의 효과와 유사하다. 이러한 효과는 일시적이며 테트로도톡신이 체내에서 대사되고 배출됨에 따라 수 시간 내에 서서히 사라지게 된다.
증상의 정도는 다양하며 어린 아이는 몸집이 작기 때문에 가장 위험하다.

##### 치료
응급 처치는 마비로 인해 피해자의 호흡 근육이 무력화되면 상처에 압력을 가하고 인공 호흡을 하는 것이다. 독은 주로 마비를 통해 죽이기 때문에 현저한 청색증과 저혈압이 발생 하기 전에 인공 호흡을 시작하고 유지하면 희생자를 구하는 경우가 많다 . 의료 지원이 도착할 때까지 호흡 지원을 하면 피해자의 생존 가능성이 높아진다.  확실한 병원 치료는 몸에서 독소가 제거될 때까지 환자를 인공 호흡기에 배치하는 것이다. 처음 24시간 동안 살아남은 피해자는 일반적으로 완전히 회복된다.

## 보존
현재 푸른 고리 문어 개체군 정보는 국제자연보전연맹(IUCN)에 따라 최소 관심 대상으로 등재되어 있다. 생물학적 탐사, 서식지 분열, 황폐화, 남획, 인간 교란과 같은 위협과 수족관 거래를 위한 종 수집은 개체 수에 위협이 될 수 있다. Hapalochlaena는 해양 보존에 다양한 이점을 제공할 수 있다. 이 문어 속은 서식지 생물 다양성의 안정성을 제공할 뿐만 아니라 해양 먹이 사슬의 균형을 확장한다. 다양한 종의 푸른 고리 문어가 개체 수를 조절하는 데 도움이 될 수 있다. 또한 푸른 고리 문어가 생성하는 테트로도톡신에 대한 향후 연구는 새로운 의학적 발견을 가져올 수 있다.

## 종
- 파란고리문어 (Hapalochlaena lunulata)
- 남방파란고리문어 또는 작은파란고리문어 (Hapalochlaena maculosa)
- 파란선문어 (Hapalochlaena fasciata)